# 第一代克莱武男爵罗伯特·克莱武
陆军少将罗伯特·克莱芙，第一代克莱芙男爵，KB，FRS（Robert Clive, 1st Baron Clive，1725年9月29日—1774年11月22日），一译罗伯特·克莱武，又称印度的克莱芙（Clive of India），英国军人、政治家，为不列颠东印度公司在孟加拉建立起军事、政治霸权。他与沃伦·黑斯廷斯一样，都是英属印度殖民地建立过程中的早期关键人物。克莱芙还是辉格党国会议员。

## 早年
克莱芙在1725年9月25日出生在什罗普郡馬基特德雷頓附近的家族庄园。他的父亲是理查德·克莱芙（Richard Clive），母亲是瑞贝卡·加斯克尔·克莱芙（Rebecca Gaskell Clive）。克莱芙的家族自亨利七世时期开始，就拥有这个庄园。族人很早就活跃在政坛：有的在亨利八世时期担任爱尔兰财政大臣（Chancellor of the Exchequer of Ireland），有的在英国内战时期担任长期国会的议员。因为家族庄园盈利微薄，所以克莱芙的父亲要当律师，提高收入。同时，他的父亲也是一个国会议员，代表蒙哥馬利郡选区。克莱芙有七个姊妹，五个兄弟。

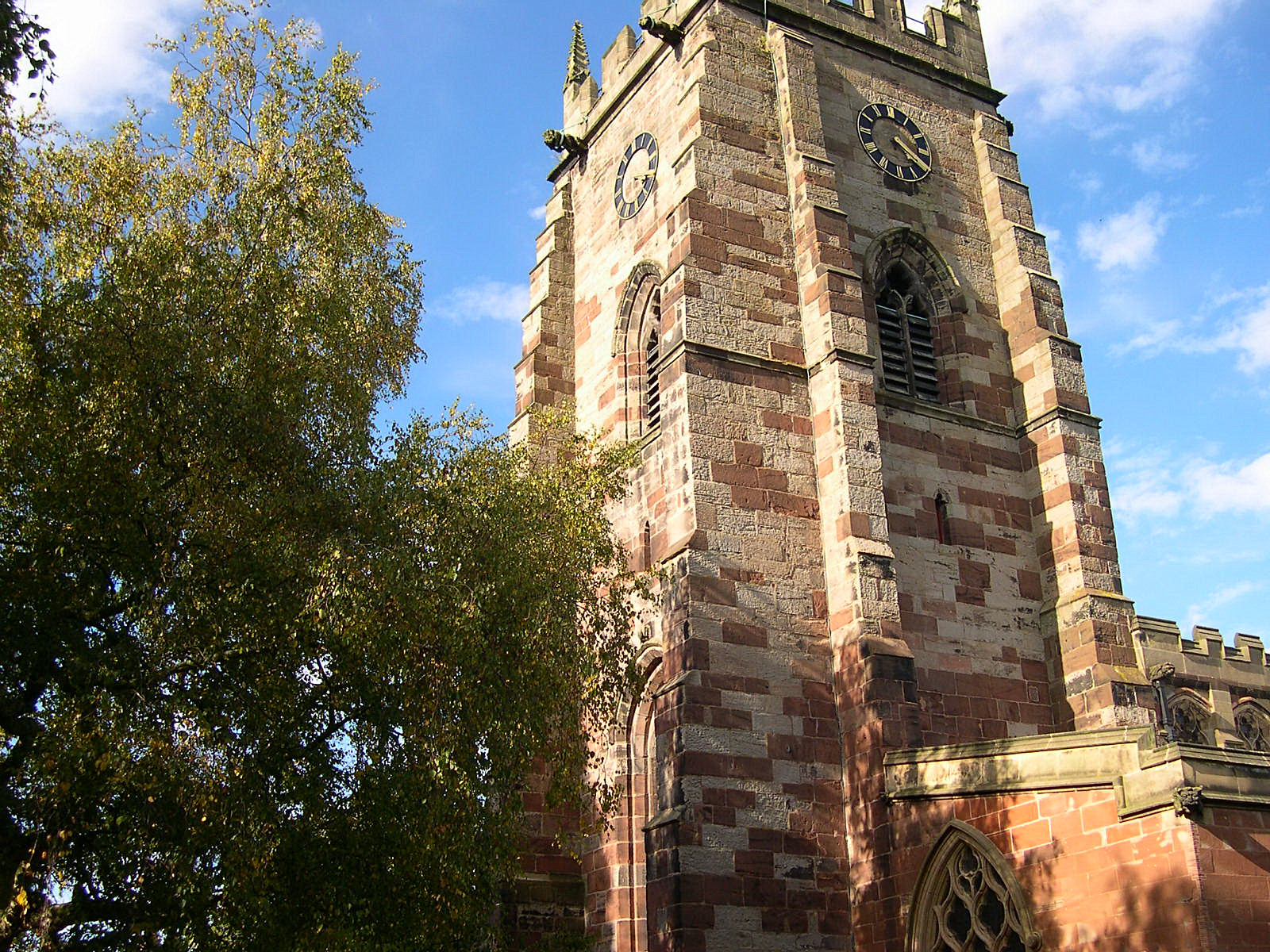
罗伯特曾经爬上的圣玛丽教堂。

克莱芙的父亲以脾气暴躁著称，而克莱芙则明显地继承了这一特质。因为某些未为记载的原因，当克莱芙还是婴孩的时候，他就被送往住在威斯敏斯特的姨妈家中寄养。姨丈丹尼尔·贝利（Daniel Bayley）向他的父母说，他“打架成瘾”。克莱芙在校内经常惹麻烦。当他大一些的时候，他就与一群青年一起，威胁马凯德雷顿的商家，要求他们交出保护费，否则店面不保。克莱芙在年轻的时候，就表现得十分无畏。他惊人地爬上马凯德雷顿的圣玛丽教区教堂（St. Mary's Parish Church），并伏在教堂的雨漏上。
罗伯特曾先后被三间学校开除，而其中两间分别为马凯德雷顿文法学校（Market Drayton Grammar School）与泰勒商会学校（Merchant Taylors' School）。因为缺乏教育，他后来努力进修。最后，他发展出了一种独特的文风，而他在下议院的演说被威廉·皮特赞誉为他所听过的演讲中，最具说服力的。

## 第一次印度旅程
在18岁时，克莱芙被送往印度，到东印度公司担任贸易站负责人（Factor）或低级文官（Writer）。他搭乘的船只在巴西海岸搁浅，花了九个月维修。这给了他学葡萄牙文的时间，这种语言在印度流传甚广。当时，公司在马德斯柏林村（Madraspatnam，现已发展为大城市金奈）附近的圣乔治堡有一个小型殖民地。

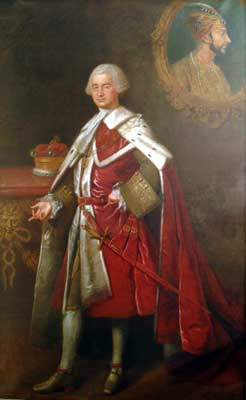
由查尔斯·克莱芙（Charles Clive）绘于约1764年。

### 印度政治局势
到了18世纪中叶，莫卧儿帝国已经分裂为许多国家。皇帝奥朗则布驾崩后，皇权逐渐落入各省总督（Soobedars，又称尼萨姆）手中。海得拉巴尼萨姆（Nizam of Hyderabad）阿萨夫·贾一世（Asaf Jah I）和卡那提克纳瓦布（Nawab of the Carnatic）安瓦鲁丁·汗（Anwaruddin Khan）在这些总督中最为强大。纳瓦布虽然名义上是尼萨姆的丰臣，但实际上在各方各面都独立自主。英国的圣乔治堡和法国的本地治里都在纳瓦布的领土内。
印度次大陆欧洲势力之间的关系，受到欧洲本土的一系列的战争与条约影响。自17世纪晚期以来，欧洲人就在印度建立起武装力量，以保卫自己的经济利益，并且影响当地政府，为自己取得政治利益。军事力量迅速变得与商业触觉一样重要，军队在占领土地、征收地租中扮演了重要角色。

### 第一次卡那提克战争
1720年，法国国有化了法国东印度公司，并开始以公司为工具，谋取帝国的利益。英法两国因此在印度发生了利益冲突，而这一冲突英国在1744年加入奥地利王位继承战争的原因之一。这场冲突在印度称为第一次卡那提克战争。1745年，英军在印度开启了战端，从海上对法军舰队发起进攻。法国总督约瑟夫·弗朗索瓦·杜布雷因此向本土请求增援。1746年9月4日，法军将领貝特朗-弗朗索瓦·馬埃·德·拉布爾多內率领部队围攻了马德拉斯。守城英军在数日轰炸后投降，法军入城。英方意图通过谈判取回马德拉斯，但遭到杜柏林拒绝。漫长的谈判使克莱芙有机会逃到南面约20英里（32）处的圣大卫堡（Fort St. David，今古德洛尔）。克莱芙在当地没有游手好闲，加入了军队，没有在意新职位在公司的体制内比他的旧职位低。他参与了圣大卫堡的防卫战。1747年3月11日，英军最终在卡那提克军队协助下击退了法军，解除了围城。克莱芙因功委任为少尉。
陆军少校斯特林格·劳伦斯（Major Stringer Lawrence）在这场战役中注意到了克莱芙的勇武。奥地利王位继承战争的参战国在1748年的艾克斯-夏佩尔和会（Congress of Aix-la-Chapelle）缔结了合约之后，劳伦斯返回了本土。1749年，劳伦斯回到了印度远征坦贾武尔，以恢复当地拉者的王位。克莱芙也参与了远征，他在战斗中带领一小股部队猛攻一道大堤，遭到惨重损失，几乎全军覆没。战后，克莱芙回到文职岗位，担任特派员。
然而，他患上了某种精神病，所以被送到孟加拉北部休养。在此期间，英法之间的斗争仍在继续，只是形式由武装冲突转为政治斗争。两年后克莱芙复职时，卡那提克的纳瓦布与海得拉巴的尼扎姆都换成了极端亲法的人。卡那提克战争再次爆发。钱德·萨希布（Chanda Sahib）在杜柏林的协助下，取代了亲英的卡那提克纳瓦布穆罕默德·阿里·汗·瓦拉杰（Mohammed Ali Khan Walajah）。钱德向杜柏林赠送了一片岁入35万卢比的土地，以作答谢。钱德本人也借此机会提升了自己在莫卧儿帝国的地位。

### 阿喀德攻城战（1751）
1751年夏，钱德率军离开卡那提克首府阿喀德攻打切西纳普里（Trichinopoly）。克莱芙欲攻打阿喀德（Arcot），为切西纳普里解围。但他的兵力、装备有限：马德拉斯与圣大卫堡只能拨给他200欧洲士兵，300印度士兵与几支小型大炮。而指挥他们的八个军官中，有四个像克莱芙一样，是临时投笔从戎的；在经验方面，有六个军官从未参与过作战。英军在一场闪电风暴后夺取了阿喀德，在夺取了城镇后，英军立刻开始强化城镇中的建筑物，为即将来临的防御战作准备。克莱芙也在当地组织了一支部队。数日后，钱德打派出了一支由他儿子拉扎·撒希巴（Raza Sahib）和一个法国人担任指挥官的大军收复阿喀德。
历史学家托马斯·巴宾顿·麦考利，第一代麦考利男爵在一个世纪后写到：
“……协调防御工作的指挥官……是个25岁的年轻人，临时投笔从戎……克莱芙……在一切安排妥当后，已经精疲力竭，倒头便睡。他被警报惊醒，马上赶到岗位……在发动三次令人绝望的进攻后，围城者撤到壕沟后。这场激战为时一个小时……守军只有五、六人伤亡。”
2,000马拉地骑兵在麦地那·阿里·汗（Madina Ali Khan）与尤努斯·汗（Yunus Khan）的指挥下，赶到阿喀德支援克莱芙。克莱芙与劳伦斯少校借机反攻敌军，扭转了形势。1754年，英法双方签署卡那提克临时条约，英方代表是托马斯·桑德斯，法方代表是查尔斯·戈达希。双方承认穆罕默德·阿里·汗·瓦拉杰为卡那提克的纳瓦布，并同意两国属地的比例要平衡。1756年，战争再度爆发，在克莱芙离开孟加拉期间，法军在北部取得了胜利，最后却遭穆罕默德·阿里·汗·瓦拉杰击退。1763年，英法双方签署巴黎和约，正式确认穆罕默德·阿里·汗·瓦拉杰的治权。条约的结果是增强了英国的影响力，1765年，皇帝德里下达一个行政命令，承认英国在南印度的属地。
克莱芙在守城期间的出色表现令他成名。时任首相威廉·皮特说，没有受过正式军事训练的克莱芙是“天生的将军”，赞同劳伦斯少校慧眼识人。公司董事会投票决定，赠与克莱芙一柄价值700英镑的剑，虽然劳伦斯也得到了类似荣誉，但是，他拒绝收下这柄剑。战后，克莱芙返回阔别10年的英国。
在再次出国前，即1754年-1755年间，克莱芙买下了腐败选区聖米迦勒（St Michael's）的议席。不久后，克莱芙与约翰·斯蒂芬森（John Stephenson）一起被理查德·赫西（Richard Hussey）、西蒙·拉特勒尔（Simon Luttrell）击败，失去议席。

## 第二次印度旅程（1755-1760）
1755年7月，克萊芙回到印度，担任古德洛尔圣大卫堡副总督。在航往印度途中，他遭受了巨额财产损失：领航的东印度商船（Indiaman）多丁顿号（Doddington）在伊丽莎白港附近沉没，船上载有一个藏有33,000英镑金币的箱子。在250年后的1998年，这个箱子才被人非法捞起，并放到市面上出售。2002年，在旷日持久的法律纠纷后，部分金币终于交还南非政府。
克萊芙获英国陆军任命为中校后，参与了一场攻打Gheriah堡的战役。Gheriah堡守军由马拉地海军将领Tuloji Angre指挥。攻打堡垒的英军由海军将领詹姆斯·沃森（James Watson）指挥，有多艘船只、马拉地盟军支援。英军以很小的代价取得了胜利。军医爱德华·艾夫斯（Edward Ives）注意到，在英军取胜后，克萊芙拒绝瓜分战利品。

### 重夺卡那提克（1756-1757）
克萊芙到任时，得到两个坏消息。1756年，Siraj Ud Daulah继承祖父阿里瓦迪汗职位为孟加拉纳瓦布。同年6月，克萊芙得知新任纳瓦布袭击在Cossimbazar的英国人，更在同月20日夺下加尔各答。东印度公司因此损失2,000,000英镑。被俘的英国人都被关押在一个牢房里，而这个牢房就是臭名昭著的加尔各答黑洞。在146个犯人中，有123个犯人因为窒息、中暑而死亡。而纳瓦布甚至还不知道发生了这件事。
1756年圣诞，在尝试联络纳瓦布失败后，海军中将查尔斯·沃森（Charles Watson）与克萊芙决定率军攻打加尔各答，用武力除去纳瓦布。两人的第一个目标是Baj-Baj堡垒，克萊芙率军在陆地上攻城，而沃森的舰队则在海上炮轰该城。堡垒很快英军被攻占，代价很小。未几，在1757年1月2日，加尔各答也回到英国人手中。
在大约一个月后的2月3日，克萊芙遇到了由纳瓦布亲自率领的军队。大军越过克萊芙的阵地，在加尔各答东部占据了一个位置。艾尔·库特爵士（Sir Eyre Coote）估计，纳瓦布的军队有40,000骑兵，60,000步兵与30门大炮。就算这个数据有所夸大，纳瓦布的军队的实力，估计还是比英军强。英军只有540步兵，600皇家海军水手，800印度兵，14门战地炮，连一个骑兵都没有。1757年2月5日清晨，英军首先发难，袭击敌军营地。这场战斗有一个外号，叫“Calcutta Gauntlet”，克萊芙冒着炮火，带兵穿过纳瓦布的营地。到了中午，克萊芙已经突围而出，安全抵达威廉堡。英军遭受了一成伤亡。克萊芙汇报，有57人阵亡，137人受伤。在技术上说，这并不是一次军事意义上的胜利，但是，英军的举动还是震惊了纳瓦布。2月9日，纳瓦布交出加尔各答控制权，承诺赔偿公司的损失，恢复公司的特权。

### 与西拉杰·乌德·达乌拉开战
英法两国再次开战，是为七年战争。克莱芙派出舰队沿河而上，攻打金德訥格爾，而他本人率领陆军在陆上配合海军舰队。在奖金的鼓励下，英军士气高昂。纳瓦布寻求法军帮助未遂，在朝廷里，已有一群官员密谋合力推翻他。这群官员，以纳瓦布的主帅贾法·阿里·可汗（又名米尔·贾法）为首。克莱芙与海军上将华生、总督德雷克（Drake）、公司代表瓦特（Watts）等人秘密会见了贾法，双方达成了绅士协定（Gentlemen's agreement）。克莱芙将会扶持贾法为孟加拉、比哈尔与奥里萨副王，代价是赔偿公司在加尔各答的损失，支付军费（一百万英镑），还要向加尔各塔的英国居民（五十万英镑）、原住民（二十万英镑）与亚美尼亚商人（七万英镑）赔款。
克莱芙请了孟加拉商人Umichand，方便联络贾法。Umichand后来却要求提高自己的酬金到三十万英镑，否则就把这个阴谋泄露出去。沃森拒绝接受这个条件。克莱芙使出了一个手段应对他的威胁。英方写出两份协定，一份是真的，一份是假的。真的写在白纸上，假的写在红纸上。假的那份协定，提高了Umichand酬金，以满足他的要求。大部分军官都签署了两份协定，只有沃森不肯签署假的那份协定，其他人只好冒充他，替他签名。米尔·贾法在6月4日签署了协定。

### 普拉西

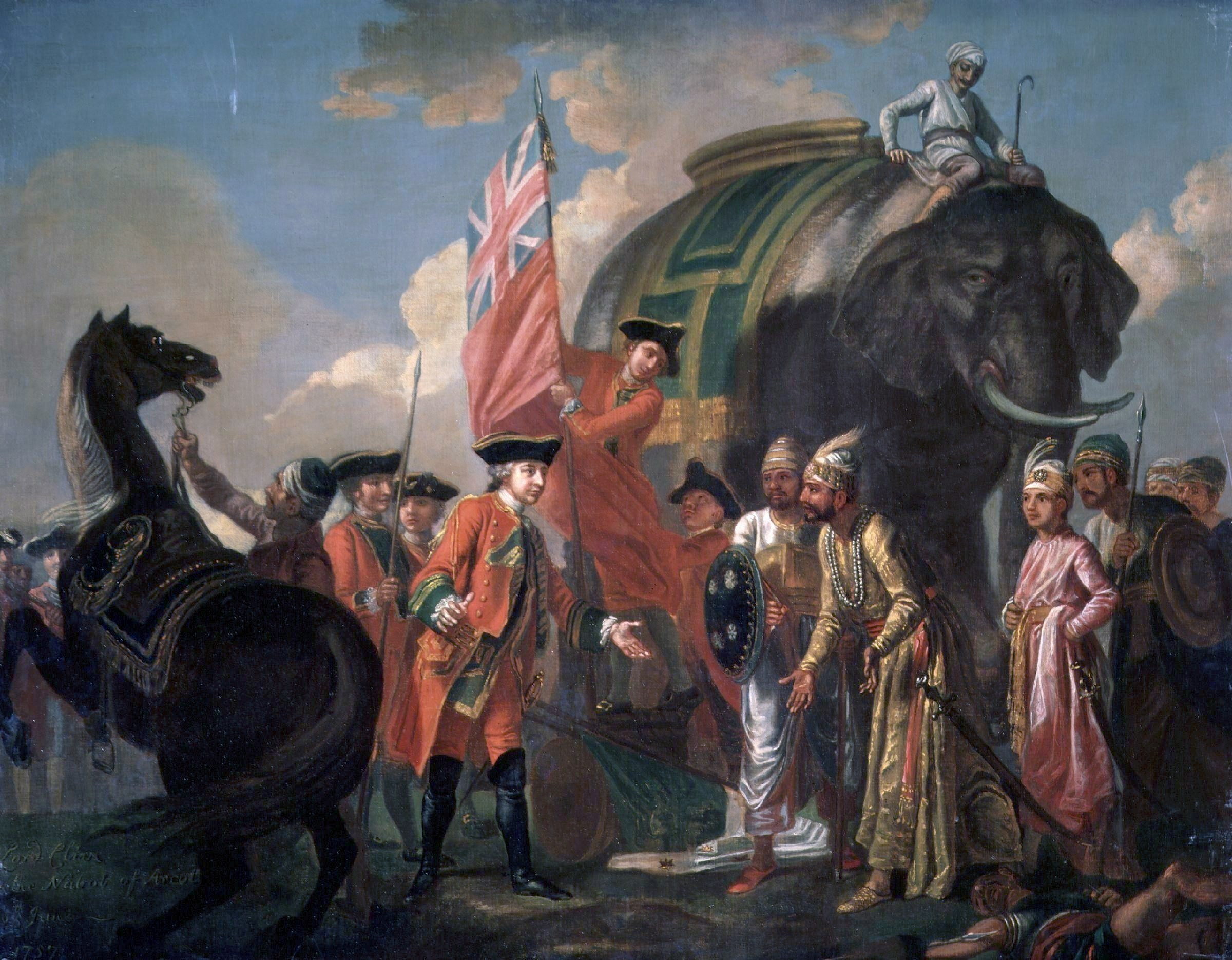
羅伯特·克萊芙，第一代普拉西的克莱芙男爵在战后会见米尔·贾法。弗朗西斯·海曼绘。

克萊芙用了1757年整个夏季来和孟加拉纳瓦布谈判。6月中旬，克萊芙令军向金德訥格爾进发，乘艇的英军与印度军则在胡格利河的右岸伴随。在雨季期间，泛滥的恒河的河水灰经过三条在北部的溪流，进入胡格利河。这几条溪流，在夏季几乎要干涸。在西面的Bhagirathi河左岸，金德訥格爾以北100英里（160）处，坐落着Murshidabad，莫卧儿孟加拉副王德首都。在普拉西以南几公里处，有一片茂密的芒果树林。1757年6月21日，克萊芙冒着一场由季风引发的大雨，登陆普拉西对岸。英军共有1,100名欧洲士兵，2,100名印度士兵，9门大炮。纳瓦布的军队拥有18,000名骑兵，50,000名步兵，53门大炮，50名法国炮手。克萊芙罕有地犹豫了，叫来16个军官作出决策，正如他所说：“是立即发起攻击好，还是等到（印度）盟军支援，再发起攻击好？”克萊芙本人和另外八名军官支持暂缓攻击。陆军少校艾尔·库特（Major Eyre Coote）和另外七名军官表态支持立即攻击。克萊芙收到了一封贾法写的信，改变了主意。历史学家麦考利说，克萊芙在树荫下沉思了一个小时。诗人阿尔弗·莱尔爵士（Sir Alfred Lyall）把克萊芙的想法写成了诗句：“However, that may be, he did well as a soldier to trust to the dash and even rashness that had gained Arcot and triumphed at Calcutta since retreat, or even delay, might have resulted in defeat.”大雨过后，克萊芙带着3,200名士兵，9门大炮渡河，占据了一片树林。他把指挥部设在一座猎人小屋里。6月23日，两军之间爆发了战斗，持续了一天，但是，没有多少真正的战斗。纳瓦布的大炮无法使用，因为火药都被雨水打湿了。在炮兵的配合下，英军第39步兵团（39th Regiment of Foot）发起进攻，令对方溃败并且损失了500名士兵。克萊芙在战前已经和孟加拉贵族，如米尔·贾法等人达成协议。克萊芙召回了手下陆军少校帕特里克（Major Kilpatrick），叫他不要攻击贾法的部队，因为他相信贾法会履行他的诺言，而且他的部队人数很少，力量不足。果然，贾法带领大队人马离开战场，确保英军得胜。英军的欧洲士兵的损失很少，而印度士兵也只有22人阵亡，50人受伤。克萊芙也因为这场胜仗而名噪一时，但这场胜仗实际上是通过私下唆使赢得的，而不是通过天才的战术赢得的。这场战役建立了英国人在孟加拉的军事霸权，却未能完全确立公司在印度北部的控制权。在7年后的布克萨尔战役中，公司才确立了自己在印度北部的地位。
西拉杰·乌德·达乌拉带上财宝乘着骆驼逃离了战场。不久后，他就被贾法的士兵生擒，随即遭到处决。克萊芙开入Murshidabad，扶持米尔·贾法为纳瓦布，以作为他先前背叛主子，投向英军的回报。英军得到了价值1,500,000英镑的黄金、银碟、珠宝等贵重物品作为赔偿。克萊芙本人分得160,000英镑，公司的士兵分得500,000英镑，公司的董事会成员每人分得24,000英镑，按照协定，平民也得到了赔偿。这种行为，公司是接受的，助长了公司的贪污风气。克萊芙在最后一次印度旅程中，试图改革公司制度，遏止这股风气。公司每年的收益增加了100,000英镑。

### 此后的战事

#### 康多尔战役
克萊芙一边处理内务，一边指挥部队，对抗法军。他派少校库特到贝拿勒斯，派陆军上校弗德（Colonel Forde）到维沙卡帕特南与马德拉斯北部。弗德打了一场胜仗，是为康多尔战役（Battle of Condore）。

#### 莫卧儿帝国

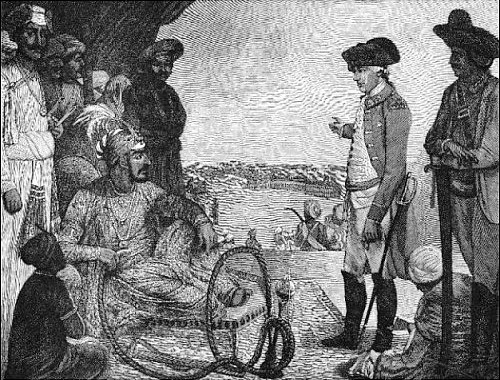
接受英国人进贡的莫卧儿帝国皇帝沙阿兰二世，1781年。

克莱芙首次會見莫卧儿皇帝，大有裨益。在父皇被叛变的維齊爾Imad-ul-Mulk和他的马拉地同党Sadashivrao Bhau杀害后，皇子Ali Gauhar逃出了德里。皇子Ali Gauhar受到了阿瓦德纳瓦布舒亚·乌德·道拉的保护与款待。1760年，在取得比哈尔、奥里萨等地的控制权后，皇子Ali Gauhar意欲铲除米尔·贾法尔，从东印度公司的手中夺回富饶的苏巴东部。莫卧儿大军由皇子Ali Gauhar率领，Muhammad Quli Khan、Hidayat Ali、Mir Afzal、Kadim Husein与Ghulam Husain Tabatabai等人同行，舒亚·乌德·道拉与Najib-ud-Daula都派来士兵支援。让·劳（Jean Law）也带着200名法国士兵前来增援。皇子Ali Gauhar一路进攻到巴特那，并成功夺取该城，还想杀掉一直与莫卧儿作对的Ramnarian。米尔·贾法尔担心自身政权不保，派出儿子Miran收复巴特那，解救Ramnarian。米尔·贾法尔也寻求克莱芙救援。克莱芙派出陆军少校约翰·卡约（Major John Caillaud）阻挡莫卧儿大军。结果，英军在1761年的四场大型战役里，击败了莫卧儿大军。

#### 荷兰进犯
克莱芙也采取了行动应对荷军进犯，在信中写到：“亲爱的弗德，马上作战；我明天再发高层的命令给你。”同时，克莱芙以欧洲军队为蓝本，着手改革印度士兵的组织与训练，又征募不少莫卧儿北部的居民。他还强化了加尔各答的防御工事。1760年，在多年辛劳后，克莱芙的健康转差，返国休养。“这像是”时人写到，“孟加拉政府的灵魂离开了。”公司董事会决定，正式任命他为有名有实的孟加拉总督。克莱芙看到了这个省份的重要性，当地有着肥沃的三角洲，波涛汹涌的河流，稠密的人口。克莱芙安排了下属的岗位。沃伦·黑斯廷斯被派到贾法处担任顾问。
普拉西战役造成的长期影响是：加重了孟加拉的负担。公司极力榨取农民的资金，以作军费之用，公司贪污成风。贾法唯有勒索国民以补偿国库的损失，因为公司要求他赔款三百万英镑。

### 返回英国

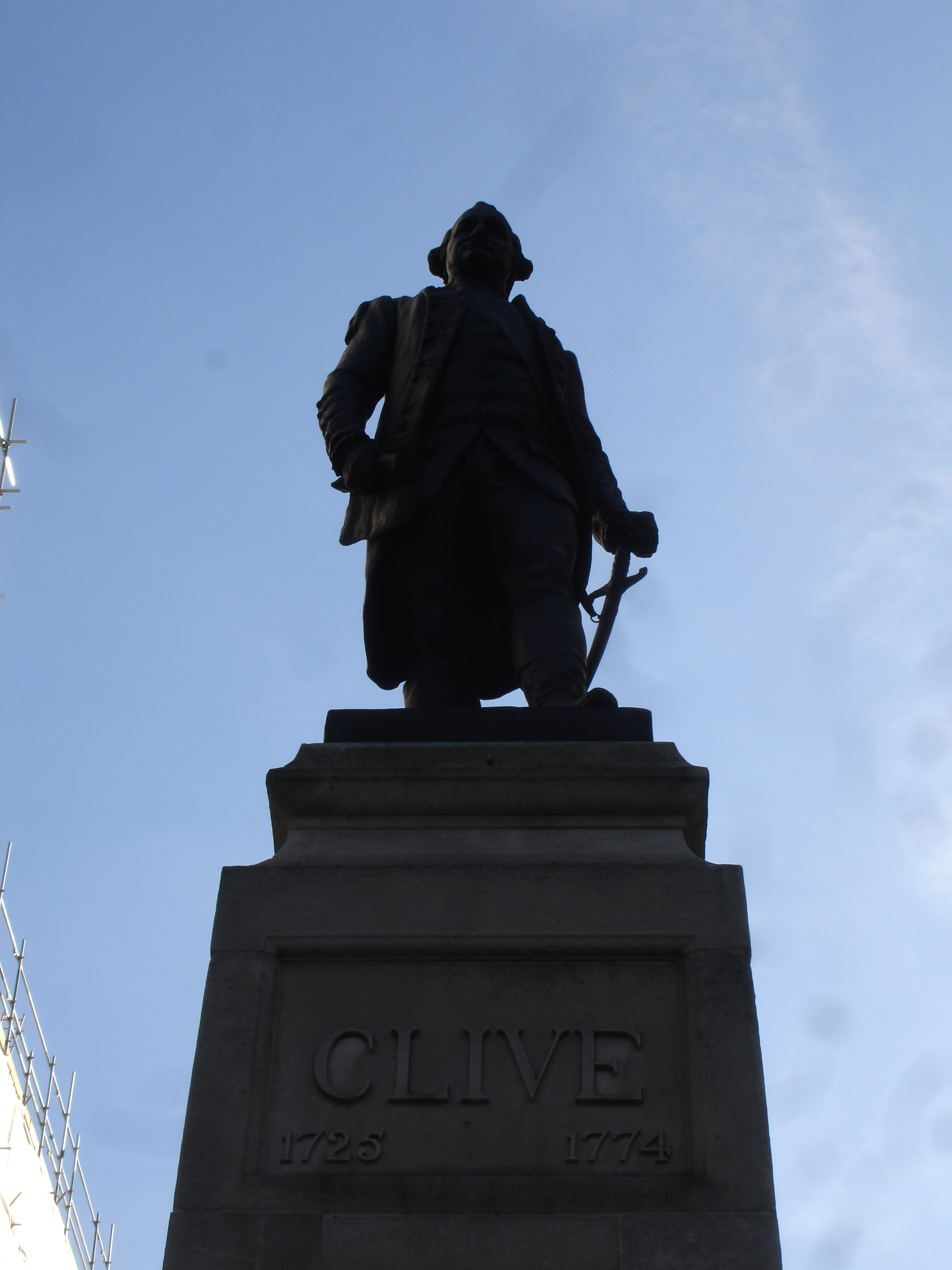
英皇查理街克莱芙纪念碑。

1760年，克莱芙返国，当时他至少拥有三十万英镑资产，每年的地税收入达到二万七千英镑。他拿这笔钱去补贴家人和恩人劳伦斯少校。在这几年里，克莱芙立下了汗马功劳。后世历史学家麦考利在他“浮夸”的文章中写到：“和拿破仑相比，克莱芙给成千上万印度人带来了和平、安全、繁荣与自由，而拿破仑则受个人野心驱使，四处征战，他所建立的专制统治也随着他的退位倒下。”麦考利的说话在今天看来，充满争议，不少人认为，克莱芙受个人野心驱使，定下了孟加拉管理体系的基调。普拉西战役的即时影响是：公司要求地稅包收人（Zamindar）上缴的税金增加20%，造成农村人口生活艰难，在1770年出现了大饥荒。
在再次出国前，克莱芙希望能通过自己的影响力，得到一个政治职位。人们对他很恭敬，但他没有多少朋友。他获册封为克莱尔郡普拉西的克莱芙男爵。克莱芙买下了几个庄园，又回到了下院，代表什鲁斯伯里（Shrewsbury）。1760年，克莱芙获得了牛津大学民事法博士荣誉学位。1764年，他获得了巴斯勋章。
克莱芙还想改革公司制度，却与董事会主席沙利文（Sullivan）陷入了一场纠纷。他最终获败。来自孟加拉的消息使他反败为胜：受尽榨压的米尔·贾法终于反抗英国人，而英国人镇压了他，扶持他的养子Mir Kasim Ali Khan登上皇位。不久后，贾法的养子就下了台，还叫瑞士商人Walter Reinhardt Sombre屠杀150名驻守在巴特那的英军士兵，而他本人则在兄弟的保护下逃走了。整间东印度公司，由上至下，由文官到武官，都陷入了贪污，士气低落，又垄断了内陆乃至对外贸易，而印度人则生活在极度贫困的环境之中。董事会请克莱芙赶快回到印度处理这些问题。

## 第三次印度旅程
1765年5月3日，克莱芙在加尔各答登陆，得知米尔·贾法已死，给他留下了70,000英镑。皇位由他的儿子Kasim Ali继承，公司拨出100,000英镑，赠与新纳瓦布，官员因此而士气低落。Kasim Ali说服了阿瓦德副王与莫卧儿皇帝，入侵比哈尔。此时，孟加拉又爆发了兵变，但很快遭到镇压。陆军少校赫克托·门罗（Hector Munro）在布克萨尔战役击散了莫卧儿大军。战后，莫卧儿皇帝退出了原先所在的联盟，而阿瓦德副王也自行下台。
他得到了重返印度斯坦的机会。克莱芙确保了现时被称为“北方邦”的地区的安全，减少了后人的麻烦。他意欲开发孟加拉的资源，使之成为英属印度的坚定后盾。所以，他把所有夺得的土地交还阿瓦德副王，以保安拉阿巴德与科拉（Kora）两省的安全。后来，他又把这两个省份交给衰弱的莫卧儿皇帝。

### 行政命令
在交还阿瓦德的土地时，克莱芙从莫卧儿皇帝手上得到了英属印度史上最重要的文件之一，正式把孟加拉交给克莱芙，正如记录所言：“1765年，沙阿兰二世发表了一项行政命令，把孟加拉、比哈尔、奥里萨三地的行政管理权（Diwani）交给公司。”1765年8月12日，在贝拿勒斯的一个帐篷下，沙阿兰二世正式把三地的行政管理权交给克莱芙。时人概叹：“过程比卖驴子还快。”公司因此成为3,000万人民的真正统治者，每年税收收入达400万英镑。
公司官员在一封日期为1768年4月27日的、写给马德拉斯政府的信中，提到了一个事实。英国人在印度的力量，比起印度人的力量，还有法国人、荷兰人、丹麦人的力量，还是显得不足。克莱芙在1767年离开印度时，向公司董事提到了这一点：
“我们是明智的，自取得行政管理权后，从前属于地方官员的权力，都落入了我们的手中。他们现在只徒有其名。但他们还是不可或缺的，我们应尊敬他们。”

### 改革管理制度
在建立了英属印度帝国后，克萊芙意欲建立一个强大的管理系统。公务员薪酬得到提高，收礼受到禁止，克萊芙要求官员停止干预内陆贸易。这些举动都对防止贪污无补于事，公司内部仍然贪污成风，直到沃伦·黑斯廷斯时期才告终。相比之下，克萊芙的军事改革更为有效。他平息了一场英军军官带头的暴乱，暴乱的起因是军官不满克萊芙禁止收礼。当时正好有两队马拉地军队开往孟加拉。克萊芙重新组织了军队，得到了军队中的印度军官尊敬。克萊芙把全军分为三个旅，每支部队里包含的兵种都十分齐全，能独立对抗一支印度军队。军中炮兵虽然不足，但克萊芙仍未安排印度士兵接受炮兵训练。

## 晚年
1767年2月，克莱芙离开印度，再也没有重返这个国家。1768年，他在法国南部朗格多克-鲁西永地区埃罗省住了一段时间。克莱芙向当地糕点师傅介绍了一种印度糕点，经改良后被称为Le petit pâté de Pézenas，已经成为当地特产之一。
同年，克莱芙成为皇家学会院士。
1769年，他买下了一个近伊舍（Esher）的带花园村屋，并委托万能布朗重新设计。
1772年，国会开展了一场对东印度公司的调查。克莱芙的政敌借此机会攻击他。在被问到为何在印度收受的大量资金时，他指出这是符合公司规定的，调查结果是东印度公司需要改革，但谴责克莱芙的动议未获通过。同年，克莱芙获颁巴斯勋章，还被任命为什罗普郡郡尉（Lord Lieutenant of Shropshire）。
在接下来的日子里，克莱芙再次参与关于公司改革的讨论。克莱芙的大敌，上將约翰·伯戈因在1773年称克莱芙有作出过贪污的行为。1773年克莱芙發表著名的辩护演說：“我走進為我開啟的財庫，兩側堆滿金銀珠寶，我为我的克制感到惊讶”，认为自己还能得益更多。，还说“拿去我的财产吧，但要保存我的榮譽。”此后的投票洗清了克莱芙，赞扬他为国立下汗马功劳。未几，国会开始讨论1773年监管法令（Regulating Act of 1773），法令通过以交換鉅額紓困貸款，政府大幅改革了东印度公司。
1774年11月22日，克莱芙在伦敦伯克利广场的家中自杀。政府并未对此进行死因研讯，关于他的死因，有多种说法，一说他捅死了自己，一说他用裁紙刀割开了自己的喉咙 (William Dalrymple《大亂局》主張此說)，一说他吸食过量鸦片，还有报纸称他死于中风。二十世纪的传记作家，约翰·沃特尼（John Watney）则认为：“他并非死于自杀……他死于吸毒过量造成的心脏病。”虽然克莱芙的死，与他过往的精神病史与鸦片成瘾有很大联系，但造成他的死的短期原因是疾病（胆石症）造成的痛苦。他吸食鸦片就是为了减轻胆石症带来的痛苦。
克莱芙自杀时，才刚刚拒绝了担任北美英军司令的职务。他被葬于Moreton Say圣瑪加利大教区教堂（St. Margaret's Parish Church）。
克莱芙获封为爱尔兰贵族“克莱尔普拉西的克莱芙男爵”。他在利默里克郡与克莱尔郡都有地产。他把他近利默里克的土地的名字改为“普拉西”。爱尔兰自由邦建立后，这些土地收为国有。20世纪70年代，政府在普拉西建立了一所技术学院。

## 家庭

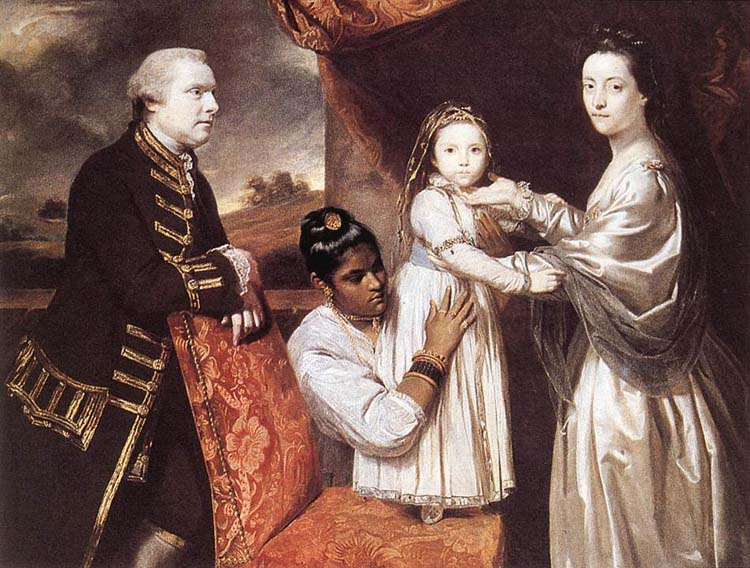
“乔治·克萊芙与其家人，还有一个印度仆人”，由约书亚·雷诺士绘于1765年。

他有一只宠物象龟阿德维塔，后者于2006年去世。
罗伯特·克萊芙在1753年2月18日娶内维尔·马斯基林的姊妹玛格丽特·马斯基林（Margaret Maskelyne）为妻。两人育有六名子女：
- 爱德华·克萊芙，第一代波伊斯伯爵（1754年3月7日-1839年5月16日）
- 瑞贝卡·克萊芙（1760年10月10日-1795年12月）
- 玛格丽特·克萊芙（1763年9月18日-1814年6月）
- 伊丽莎白·克萊芙（1764年11月18日-？）
- 卡洛琳·克萊芙（不详）
- 罗伯特·克萊芙（1769年8月14日-1833年7月28日）